# Застава П10
Застава П10 варијанта југословенске Заставе М70, која је смањени Токарев. Пиштољ је доброг квалитета и израђен је од бољих материјала од М70.

## Историја
Почетком 1991. год. Застава је обратила пажњу на све већу популарност метка 10 мм АУТО. Метак 10 мм ФБИ, 10х25мм пројектован је на иницјативу Џефрија Купера. Конструкторски тим на челу са Родољубом Матковићем је приступио прилагођавању Заставиног модела за 10 мм АУТО и 1992. год. фабрика је пласирала на тржиште пиштољ Застава П10.

## Карактеристике
Пиштољ је опремано ергономичним дрвеним корицама и продуженим "репом" (задњим дијелом рама). Рукохват је био погодан за стријелце и са мањом шаком. Екстерни ударач је израживан са продуженим репом или са заобљеном главом. Оружје се пунило једноредним оквиром капацитета 8 метака. Тржишту је понуђена и модификована верзија са компензатором на предњем дијелу навлаке.